# Sepulcre de la Plaça Talamo
El Sepulcre de la Plaça Talamo, conegut també com Mausoleu dels Pomponis, és un antic monument funerari romà situat a la Plaça Eduardo Talamo, a la cantonada entre la Via dello Scalo San Lorenzo i la Via dei Sardi, al barri Tiburtino de Roma, amb cinc metres de profunditat.

## Història
Aquest monument es trobava a l'antiga Via Collatina, que començava a la Porta Tiburtina i seguia per un recorregut ben definit fins al segle xx, a partir del Vicolo di Malabarba. El primer tram d'aquesta via és hui recognoscible dins el barri de San Lorenzo, a la diagonal de la Via degli Falisci - Prazza degli Osci - Via degli Apuli, al llarg de la qual es construïren palaus abans que s'hi aplicàs un pla regulador el 1909.
Originàriament, els grans blocs revestits de travertí amagaven una cambra circular en opus reticulatum. En una planta quadrada, amb 5,90 m de costat i 2,70 d'alçada, probablement s'elevava damunt d'un tambor una cúpula de la qual es conserva només un fragment de la cornisa i part d'una llosa esculpida amb motius vegetals. Al llarg de la façana cara al carrer hi havia dues inscripcions amb les dimensions del monument: a la dreta, "IN AGR(El) P(EDES) XX, a l'esquerra IN FR(ONS) P(EDES) XXXII" ("profunditat, 20 peus, amplària, 32 peus"). Aquesta darrera mesura comprenia un atri amb una escala al costat de l'entrada. Sota les lloses amb inscripcions hi ha una franja decorada amb feixos acabats en potes de lleó.
La cambra principal estava completament enterrada; hi havia, al centre del pis, un pou circular cap a on s'escorria l'aigua, cobert per una llosa de travertí. Quan es descobrí, tot el mausoleu estava enterrat i hi havia altres edificis posteriors adossats, probablement el resultat d'una elevació del nivell del carrer realitzat al segle iii aC. La paret interna es dividia en quatre per pilastres alternes. Les pilastres estaven cobertes d'algeps blanc amb detalls vermells. La franja superior era composta per una sèrie de motius florals que sortien d'una cinta amb petits quadrats amb un punt al centre. Hi havia nínxols que contenien dos sarcòfags i un esquelet.
Entre els objectes recuperats en les excavacions destaca un petit altar (llatí: 'ara') amb una inscripció dedicada a la família Pomponia, propietària del sepulcre. L'edifici té una forma típica del segle I i els artefactes demostren que estava en ús almenys fins al segle III. A les parets del revestiment es trobaren algunes estampes de rajoles de l'època de Còmmode (r. 180-193), una altra del període entre 198 i 212 i una tercera dels anys 205 a 212.
El 13 de juliol del 1943, el sepulcre fou danyat durant el bombardeig de <i id="mwPg">San Lorenzo</i> i, malgrat això, el traslladaren en la postguerra a un indret a uns 150 m de l'original, tal com és ara.